# Гныдюк, Иван Сафронович
Иван Сафронович Гныдюк (1913—1977) — советский хозяйственный деятель, Герой Социалистического Труда.

## Биография
Родился в 1913 году в селе Дорошевка. Член КПСС.
В 1930—1941 гг. — рабочий местной сельхозартели, механизатор Ямпольской МТС.
Участник Великой Отечественной войны: повозочный 7-й батареи 3-го дивизиона 32-го артиллерийского полка 31-й стрелковой дивизии
В 1946—1959 гг. — комбайнёр Ямпольской МТС, в 1959—1973 гг. — комбайнёр колхоза «Зоря комунизму» Ямпольского района Винницкой области Украинской ССР.
Указом Президиума Верховного Совета СССР от 21 июня 1952 года присвоено звание Героя Социалистического Труда с вручением ордена Ленина и золотой медали «Серп и Молот».
Умер в 1977 году в селе Буша.

## Награды и звания
- Герой Социалистического Труда (21.06.1952)
- Орден Ленина (21.06.1952)
- Орден Трудового Красного Знамени (20.06.1951, 31.08.1953, 26.02.1958)